# Provincia di Soum
La provincia di Soum è una delle 45 province del Burkina Faso, situata nella regione del Sahel. Il capoluogo è Djibo.

## Struttura della provincia
La provincia di Soum comprende 9 dipartimenti, di cui 1 città e 8 comuni:

### Città
- Djibo

### Comuni
- Arbinda
- Baraboulé
- Diguel
- Kelbo
- Koutougou
- Nassoumbou
- Pobé-Mengao
- Tongomayel